# Ivanhoe Motor Company
Ivanhoe Motor Company war ein britischer Hersteller von Automobilen.

## Unternehmensgeschichte
Das Unternehmen aus dem Londoner Stadtteil Cricklewood begann 1905 mit der Produktion von Automobilen. Der Markenname lautete zunächst Mercury, später Ivanhoe. 1906 endete die Produktion. Außerdem vertrieb Ivanhoe Fahrzeuge von Dougill und Weigel Motors.

## Fahrzeuge
Das erste Modell war der Mercury 24 HP. Vorgestellt wurde es auf der Olympia Show im Februar 1905. Es hatte ein konventionelles Fahrgestell mit Vierzylindermotor, der vorne im Fahrzeug montiert war und die Hinterachse antrieb. Der Radstand betrug 2817 mm. Die Karosserievarianten Tonneau und Phaeton boten Platz für vier bis sechs Personen.
Ab der Olympia Show im November 1905 hieß das Modell Ivanhoe 24 HP.